# Christophe Desjardins
Christophe Desjardins (* 24. April 1962 in Caen; † 13. Februar 2020) war ein französischer Bratschist.

## Leben
Desjardin kam im Alter von 20 Jahren auf das Conservatoire de Paris in die Klasse von Serge Collot. 1985 wechselte er an die Hochschule der Künste Berlin zu Bruno Giuranna und gewann ein Jahr später den Internationalen Wettbewerb "Maurice Vieux", benannt nach dem gleichnamigen Bratschisten.

## Karriere als Musiker
Er wurde Solo-Bratschist am Théâtre de la Monnaie in Brüssel. 1990 wurde er Mitglied des Ensemble InterContemporain. 1995 nahm Desjardins Luciano Berios Sequenza VI für die DGG auf. Dessen Werk "Alternatim" brachte Desjardins 1997 in Amsterdam zur Welturaufführung. Konzerte in der Carnegie Hall und bei den Salzburger Festspielen folgten.

## Hochschullehrer
Neben den zahlreichen Uraufführungen engagierte sich Desjardins in der Folgezeit an zahlreichen Hochschulen als Lehrer, u. a. an der Juilliard School, New York. Von 2010 bis 2013 unterrichtete er an der Hochschule für Musik Detmold.